# 대한민국 민법 제1069조
대한민국 민법 제1069조는 비밀증서에 의한 유언에 대한 민법 상속법 조문이다.

## 조문
제1069조(비밀증서에 의한 유언) ① 비밀증서에 의한 유언은 유언자가 필자의 성명을 기입한 증서를 엄봉날인하고 이를 2인 이상의 증인의 면전에 제출하여 자기의 유언서임을 표시한 후 그 봉서표면에 제출연월일을 기재하고 유언자와 증인이 각자 서명 또는 기명날인하여야 한다.
②전항의 방식에 의한 유언봉서는 그 표면에 기재된 날로부터 5일내에 공증인 또는 법원서기에게 제출하여 그 봉인상에 확정일자인을 받아야 한다.

第1069條(秘密證書에 依한 遺言) ① 秘密證書에 依한 遺言은 遺言者가 筆者의 姓名을 記入한 證書를 嚴封捺印하고 이를 2人 以上의 證人의 面前에 提出하여 自己의 遺言書임을 表示한 後 그 封書表面에 提出年月日을 記載하고 遺言者와 證人이 各自 署名 또는 記名捺印하여야 한다.
②前項의 方式에 依한 遺言封書는 그 表面에 記載된 날로부터 5日內에 公證人 또는 法院書記에게 提出하여 그 封印上에 確定日字印을 받아야 한다.

## 비교 조문
일본민법 제968조(비밀증서유언) ① 비밀증서에 의하여 유언을 하려면 다음에 제기하는 방식에 따라야 한다.
1. 유언자가 그 증서에 서명하고, 날인하는 것.
2. 유언자가 그 증서를 보하고, 증서에 사용한 인장으로써 이를 봉인하는 것.
3. 유언자가 공증인 1인 및 증인 2인 이상의 앞으로 봉서를 제출하여 자기의 유언서라는 취지 그리고 그 필자의 성명 및 주소를 신술하는 것.
4. 공증인이 그 증서를 제출한 일바 및 유언자의 신술을 봉지에 기재한 후에 유언자 및 증인과 함께 이에 서명하고, 날인하는 것.
② 제968조 제2항의 규정은 비밀증서에 의한 유언에 관하여 준용한다.

## 참고 문헌
- 오현수, 일본민법, 진원사, 2014. ISBN 978-89-6346-345-2
- 오세경, 대법전, 법전출판사, 2014 ISBN 978-89-262-1027-7
- 이준현, LOGOS 민법 조문판례집, 미래가치, 2015. ISBN 979-1-155-02086-9